# Аронов, Александр Яковлевич
Алекса́ндр Я́ковлевич Аро́нов (30 августа 1934, Москва — 19 октября 2001, там же) — русский поэт, журналист и обозреватель, педагог.

## Биография

### Образование и карьера
В 1956 году окончил Московский городской педагогический институт им. В. П. Потёмкина, а затем аспирантуру Института художественного воспитания при Академии педагогических наук РСФСР. Первая его должность называлась «запасный учитель Московской области».
Работал преподавателем литературы в сельских школах Шаховского района и в московской школе № 635, занимался математической лингвистикой в ЦЭМИ АН СССР.
С 1966 года до последних дней был обозревателем газеты «Московский комсомолец», вёл постоянную колонку и печатался в различных рубриках газеты, некоторые из которых, например, «Теленеделя», «Поговорим», «Турнир поэтов», сам и придумал.
Александр Перов вспоминал:

Что такое был «МК» в 80-е годы? Все знают, что тогда в журналистике было две кузницы кадров — «Московский комсомолец» и «Комсомольская правда». «МК» тех лет — это прежде всего люди. Удивительный Саша Аронов… Талантливейший и отчаянный Женя Додолев. Потрясающий ироничный Лёва Новожёнов… Вообще в «Комсомольце» тех лет работали удивительные люди, высочайшего класса профессионалы, и в их среде я начал по-настоящему заниматься журналистикой.

Также его стихи публиковались в ряде журналов, например, «Огонёк» (№ 32, 1988) и «Знамя» (№ 3, 1997).
Наиболее известен своими стихотворениями «Остановиться, оглянуться» (название стало расхожей фразой, многократно использованной в качестве, например, заголовков газетных и журнальных статей) и «Когда у вас нет собаки...»  (положено на музыку бардом Сергеем Стёркиным, позже аранжировано Микаэлом Таривердиевым, и стало популярным как песня «Если у вас нету тёти» в фильме «Ирония судьбы, или С лёгким паром!»). Также известность получило стихотворение «Гетто. 1943 год» («Когда горело гетто»), посвящённое сложным взаимоотношениям русского, польского и еврейского народов во время и после Второй мировой войны. Виктор Берковский написал музыку на эти стихи, создав песню «Варшавское гетто. 1943 г.».
При жизни поэта вышли три сборника его стихов: «Островок безопасности» (1987), «Тексты» (1989), «Первая жизнь» (1989). В 2014 году Александр Минкин и Татьяна Суханова (Аронова) при содействии редакции газеты «Московский комсомолец» издали самый полный сборник поэта — «Избранное» тиражом 1.000 экземпляров.
В 2002 году посмертно удостоен премии Союза журналистов России «Золотое перо России» «Профессионализм. Честь. Достоинство».

### Семья
- Жена — Татьяна Аронова-Суханова.
  - Приёмный сын — актёр Максим Суханов.

## Отношение современников
- Начало стихотворения «Остановиться, оглянуться…» Михаил Горбачёв объявил приметой «нового мышления», на котором основывалась Перестройка[10].
- Лев Новожёнов вспоминает, что «Юра (Влодов) приятельствовал с Сашей Ароновым. Именно приятельствовал, а не дружил, потому что с Ароновым дружить было невозможно, как впрочем и с Влодовым. Вообще можно ли дружить с поэтами — вопрос, ведь они всегда сами по себе и где-то там?»[11].
- Журналист Александр Минкин в статье «Три пророка»[12] поставил стихотворение Аронова «Пророк» в один ряд с одноимёнными произведениями Пушкина и Лермонтова. По его мнению, «Аронов в своём „Пророке“ сказал о нас больше, чем Пушкин и Лермонтов в своих. Хотя они великие, а он — никто»[13].
- Евгений Евтушенко полагал, что «Александр Аронов — один из воскресителей думающих песен, помогающих думать другим»[10].
- Юрий Щекочихин, Олег Хлебников, Евгений Бунимович считали Александра Аронова своим учителем[14].

## Книги стихов
- Александр Аронов Островок безопасности. — М.: Советский писатель, 1987. — 128 с.
- Александр Аронов Тексты. / Предисловие С. Чупринина. — М.: Книжная палата, 1989. — 176 с. — ISBN 5-7000-0192-6
- Александр Аронов Первая жизнь: Стихи. — М.: Правда, 1989. — 32 с. [Редактор О. Хлебников]; (Б-ка «Огонек» № 46).
- Александр Аронов Туннель: Стихи, эссе, отрывки из статей. — М.: «Голос-Пресс», 2003. — 336 с.
- Александр Аронов Избранное. / Предисловие Александра Минкина. — М.: ИД «Московский Комсомолец», 2014. — 448 с. Тираж 1000 экз. ISBN 978-5-9900974-2-1.
- Александр Аронов Обычный текст (избранная лирика). — М.: Сетиздат, 2014. — 480 с[15].

## Память
А. Я. Аронов скончался 19 октября 2001 года. Похоронен 22 октября на Красногорском кладбище (участок № 19).